# Pelliales
Pelliales, red jetrenjarki u razredu Jungermanniopsida. Sastoji se od dvije porodice s desetak vrsta

## Porodice
1. Noterocladaceae W. Frey & M. Stech
2. Pelliaceae H. Klinggr.